# VR Bank Kempten-Oberallgäu
Die VR Bank Kempten-Oberallgäu eG ist eine Genossenschaftsbank mit Sitz in Kempten (Allgäu). Ihr Geschäftsgebiet befindet sich in Kempten und dem Landkreis Oberallgäu.

## Geschichte
Die VR Bank Kempten-Oberallgäu eG entstand im Jahr 2024 durch die Fusion der   Raiffeisenbank Kempten-Oberallgäu eG mit der    Allgäuer Volksbank eG Kempten-Sonthofen.

### Raiffeisenbank Kempten-Oberallgäu eG
Die Ursprünge der   Raiffeisenbank liegen in zahlreichen Spar- und Darlehenskassenvereinen, die seit Ende des 19. Jahrhunderts im Oberallgäu und später in Kempten gegründet wurden. Durch   Fusionen entwickelte sich die Bank zu einer   Kreditgenossenschaft. Das 1973 erbaute "Raiffeisenhaus" in der Bahnhofstraße 20 ist die Hauptstelle der heutigen VR Bank.

### Allgäuer Volksbank eG Kempten-Sonthofen
Die   Allgäuer Volksbank eG Kempten-Sonthofen wurde im Jahr 1870 von 22 Kemptener Bürgern als Spar- und Vorschussverein gegründet. Im Oktober 1916 wurden die Bankgeschäfte in das Ponikauhaus verlegt, in dem bis heute die Geschäftsstelle am Rathausplatz untergebracht ist. In Sonthofen entstand 1889 der Vorschussverein Sonthofen. 1971 fusionierten die beiden Häuser zur Allgäuer Volksbank eG Kempten-Sonthofen.